# Rouvres (Seine-et-Marne)
Rouvres ist eine französische Gemeinde mit 1.021 Einwohnern (Stand: 1. Januar 2022) im Département Seine-et-Marne in der Region Île-de-France. Sie gehört zum Arrondissement Meaux und zum Kanton Mitry-Mory (bis 2015: Kanton Dammartin-en-Goële). Die Einwohner werden Rouvrésiens genannt.

## Geographie
Rouvres liegt etwa 35 Kilometer nordöstlich von Paris. Umgeben wird Rouvres von den Nachbargemeinden Ève im Norden, Lagny-le-Sec im Osten und Nordosten, Marchémoret im Osten und Südosten, Saint-Mard im Süden und Südwesten sowie Dammartin-en-Goële im Westen. An der östlichen und nördlichen Gemeindegrenze verläuft das Flüsschen Launette, das hier auch noch Ru de Longueau genannt wird.

## Bevölkerungsentwicklung
| Jahr                      | 1962 | 1968 | 1975 | 1982 | 1990 | 1999 | 2006 | 2013 |
| Einwohner                 | 161  | 177  | 217  | 461  | 566  | 596  | 615  | 706  |
| Quelle: Cassini und INSEE |      |      |      |      |      |      |      |      |

## Sehenswürdigkeiten
Siehe auch: Liste der Monuments historiques in Rouvres (Seine-et-Marne)
- Kirche Saint-Pierre, Anfang des 20. Jahrhunderts erbaut